# Louis Étienne Watelet
Pour les articles homonymes, voir Watelet.
Louis Étienne Watelet, né le 25 août 1780 à Paris où il meurt le 19 juin 1866, est un peintre paysagiste français.

## Biographie
Louis Étienne Watelet est le fils d'un marchand mercier parisien. Cet autodidacte de la peinture paysagiste qui, selon Charles Gabet, n'aurait eu « d'autres maîtres que la nature et l'amour de son art », semble cependant avoir fréquenté l'atelier de Pierre-Henri de Valenciennes et celui de Georges Malbeste. Il participe pour la première fois au Salon de peinture de 1799, et y expose ensuite avec régularité. Il y est honoré d'une deuxième médaille d'or en 1810 puis d'une première médaille en 1819, et obtient la Légion d'honneur en 1825.
Peintre prolifique et grand voyageur pour son art, il parcourt le Midi de la France, la Savoie, l'Italie, la Belgique et le Tyrol, et arpente les campagnes d'Île-de-France. Il se spécialise dans les paysages d'histoire qu'il traite dans le style romantique.
Critique d'art féroce, Théophile Gautier l'accable lors du Salon de 1833 : « Quant à MM. Watelet et consorts, il est impossible d’être plus nuls. Ils sont morts il y a longtemps. »
Watelet est surtout notable par son rôle d'éducateur artistique. C'est dans son atelier que nombre de futurs paysagistes estimables, parmi lesquels Prosper Baccuet, Théodore Caruelle d'Aligny, Paul Delaroche, Abel Dufresne et Pierre Thuillier, ont fait leur apprentissage.

## Distinctions
- Chevalier de la Légion d'honneur (1825).

## Œuvres dans les collections publiques
- Carcassonne, musée des beaux-arts, Vue de Civita-Castellana.
- Coutances, musée Quesnel-Morinière : Paysage.
- Dijon, musée Magnin : Paysage antique avec figure.
- Le Puy-en-Velay, musée Crozatier : Étude d'eaux tombantes.
- Montpellier, musée Fabre : Paysage : une chaumière entourée d'arbres sur le bord de la rivière. Trois figures dans une barque, 1823, dessin à la sépia et à l'encre de Chine, 17 cm × 22 cm[4].
- Paris, musée du Louvre :
  - Fuite en Égypte, huile sur toile[5] ;
  - Deux voyageurs dans un paysage avec une forteresse dans la brume, 1826, dessin[6].
- Valenciennes, musée des beaux-arts : Paysage avec un moulin[7].
- Versailles, musée national des châteaux de Versailles et de Trianon : Napoléon Ier reçu au château de Ludwigsburg par Frédéric II, duc de Wurtemberg, 2 octobre 1805 (1811-1812).
- Vienne, musée des beaux-arts et d'archéologie : Vue d’une fabrique de draps de la ville de Vienne, 1837.

## Galerie

Œuvres de Louis Étienne Watelet
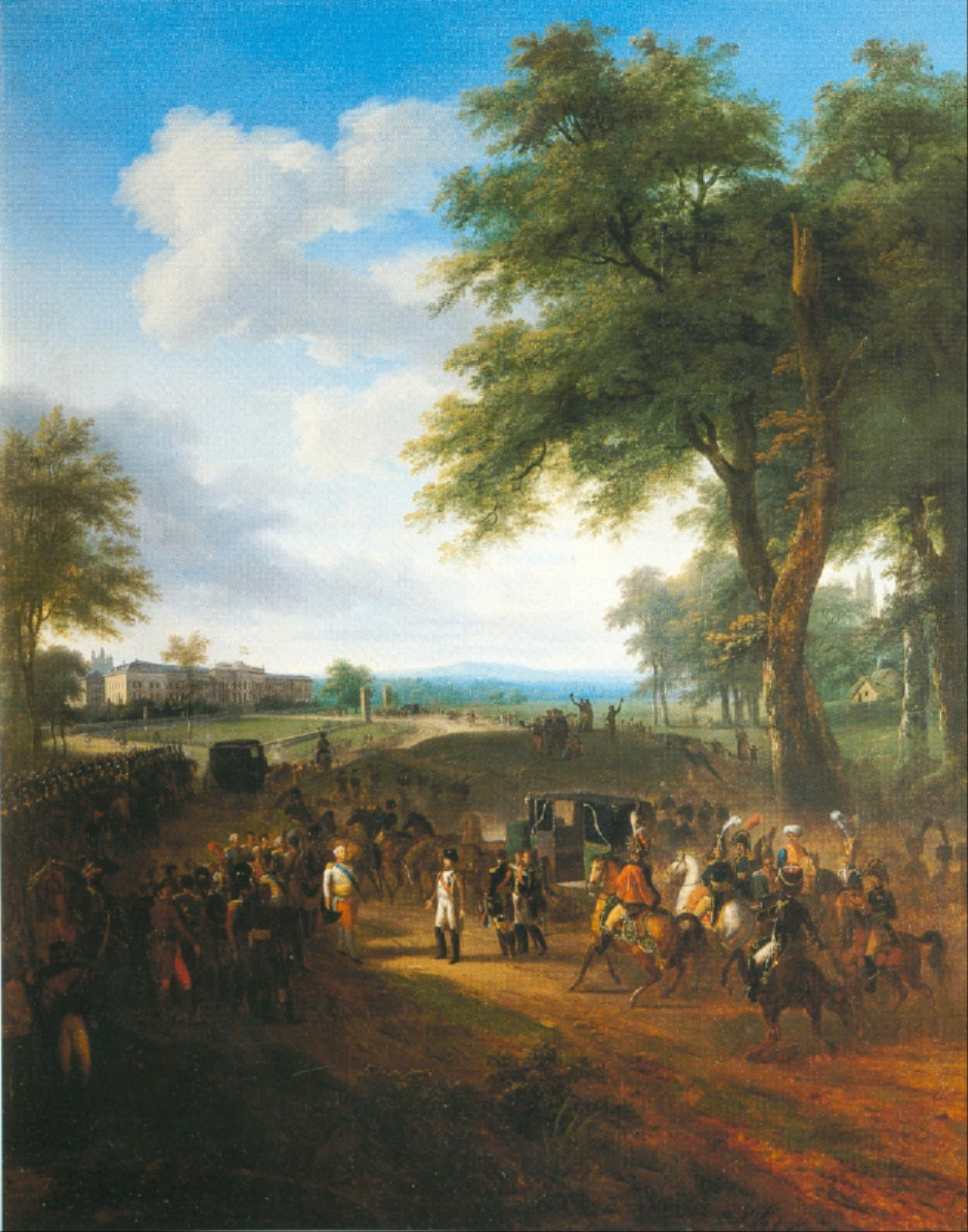
Napoléon Ier reçu au château de Ludwigsburg par Frédéric II, duc de Wurtemberg, 2 octobre 1805 (1811-1812), Versailles, musée d'Histoire de France.
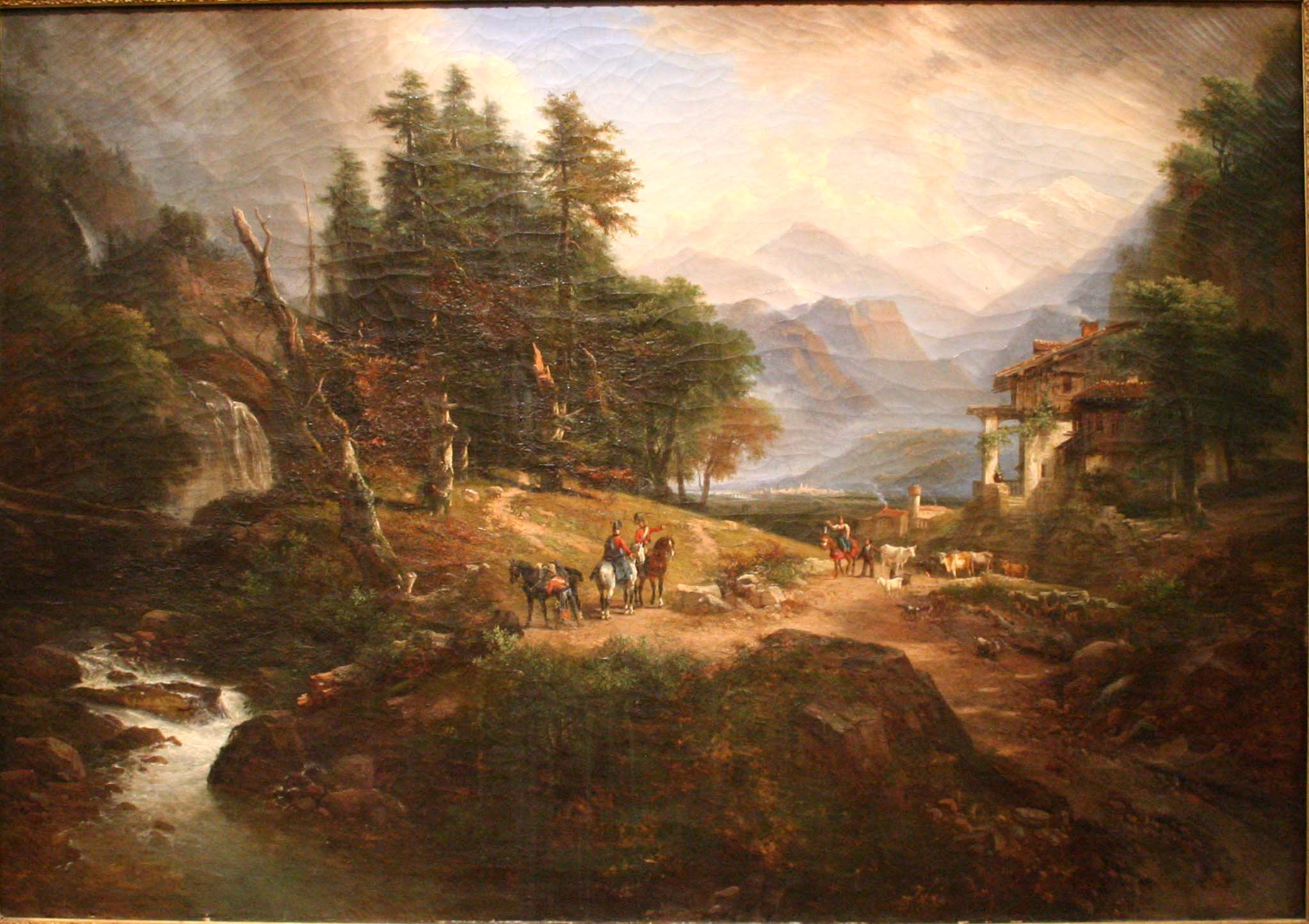
Paysage (vers 1850), musée des beaux-arts de Nîmes.
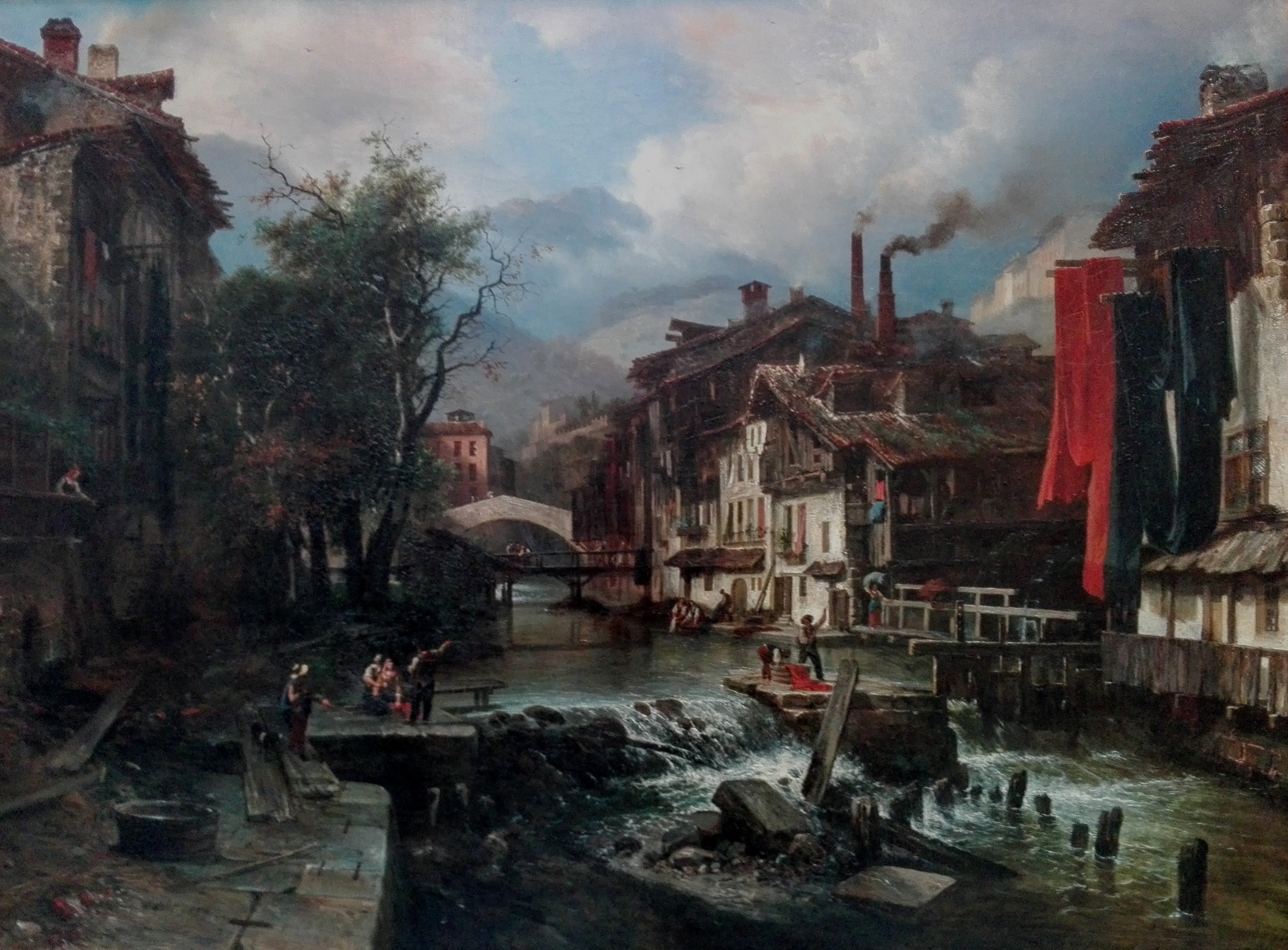
Vu des fabriques de la ville de Vienne (1837), Musée de l'industrie textile (Vienne).

## Élèves
- Prosper Baccuet
- Théodore Caruelle d'Aligny
- Paul Delaroche
- Abel Dufresne
- Jacques Guiaud
- Pierre Thuillier